# Helechosa de los Montes
Helechosa de los Montes est une commune d’Espagne, dans la province de Badajoz, communauté autonome d'Estrémadure.